# Dolichostenia
Dolichostenia is een geslacht van wantsen uit de familie van de Miridae (blindwantsen). Het geslacht werd voor het eerst wetenschappelijk beschreven door Odo Reuter in 1910.

## Soorten
Het genus is monotypisch en bevat alleen de volgende soort:

- Dolichostenia trigonalis (Spinola, 1852)